# Atletica leggera alla XXX Universiade - 10000 metri piani femminili
La specialità dei 10000 metri piani femminili alla Universiade di Napoli 2019 si è svolta l'8 luglio 2019.

## Risultati
| Posizione | Nome                | Nazione       | Tempo    | Note                          |
| --------- | ------------------- | ------------- | -------- | ----------------------------- |
|           | Zhang Deshun        | Cina          | 34:03.31 |                               |
|           | Rino Goshima        | Giappone      | 34:04.65 |                               |
|           | Natsuki Sekiya      | Giappone      | 34:05.84 |                               |
| 4         | Branna MacDougall   | Canada        | 34:09.81 |                               |
| 5         | Laura Dickinson     | Canada        | 34:17.95 |                               |
| 6         | Isobel Batt-Doyle   | Australia     | 34:21.45 |                               |
| 7         | Achash Kinetibeb    | Etiopia       | 34:23.99 | Miglior prestazione personale |
| 8         | Jennifer Nesbitt    | Regno Unito   | 34:27.50 |                               |
| 9         | Clare O'Brien       | Australia     | 34:42.55 |                               |
| 10        | Xia Yuyu            | Cina          | 34:49.18 |                               |
| 11        | Hannah Miller       | Nuova Zelanda | 34:52.45 |                               |
| 12        | María de Jesús Ruiz | Messico       | 35:08.15 |                               |
| 13        | Andreea Piscu       | Romania       | 36:42.68 |                               |
|           | Tsholofelo Masigo   | Sudafrica     | DNF      |                               |
|           | Knight Aciru        | Uganda        | DNF      |                               |